# Fopa

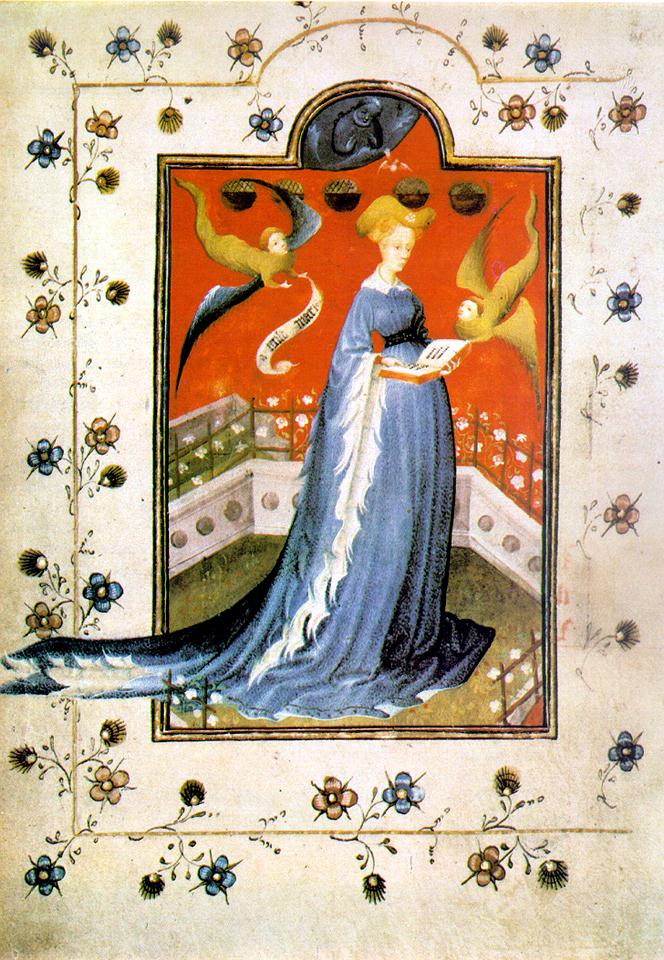
Dona que duu una fopa amb traus mànigues pertuses, 1415.

Una fopa o hopalanda era una peça de roba que constituïa l'alt vestit, masculí o femení (fopa sovint tancada al davant, a diferència de la fopa masculina però proveïda d'un ròssec), del s. XIV o XV. Era una mena de vestit de cambra, tan aviat llarga com curta, amb mànigues molt llargues que tocaven a terra. Un coll dret i muntant la tenia subjectada al coll. Era ajustada amb una brusa i estreta a la talla per una cinyell.
La naturalesa del vestiment determinava la llargada de la fopa. Per a anar a ball, era curta, de vegades tan curta que cobria a penes el dalt de les cuixes. Per als patges i els vailets, així com per a les vestidures de caça, era de regla que anés fins a damunt del genoll. Les fopes llargues eren d'ús per a les recepcions o la passejada.
Aquesta roba també s'adornava molt sovint amb nombroses decoracions amb l'objectiu de mostrar la glòria i el prestigi de la persona que duia la fopa. L'exterior era així guarnit amb brodats, de perles o de teles precioses (exemple: fr. passe-poil en tournure). L'interior podia ser confeccionat de vellut, de setí, de llana o encara de pell animal.

## Etimologia
L'origen del mot hopalanda no és pas gaire clar, alguns diuen que ve de la Uplande, una província de Suècia, d'on provindria l'ús d'aquesta roba. D'altres diuen que ve d'un vestit italià dit pelando, que els occitans havien canviat en lo peland, que passà al francès houppelande i després al castellà i al català. L'antic anglès deia hop-pâda que significava sobretot o pardessú.